# お義父さんと呼ばせて
『お義父さんと呼ばせて』（おとうさんとよばせて）は、2016年1月19日から 3月15日まで毎週火曜日22時 - 22時54分に、カンテレ（関西テレビ）制作・フジテレビ系の「火曜22時枠」で放送された日本のテレビドラマである。遠藤憲一と渡部篤郎のダブル主演で、遠藤は地上波ゴールデン・プライム帯の連続ドラマは初主演となる。
51歳で同い年の男性2人が、28歳年下の女性の恋人とその父親として出会い、結婚をめぐってコミカルに対立を繰り広げるホームコメディ。

## ストーリー
中堅商社やまびこ商事で働く大道寺保は、仕事に多忙になりながら51年の人生で自分の幸せを切実に願い、付き合っていた28歳年下の美蘭に結婚を申し込む。一方で美蘭は、大企業帝洋物産の役員の娘で、その事を彼氏の保に隠していた。家族に挨拶に行き、初めて保と父親が同い年だと分かったとき、生き方が全く違う彼氏と父親の戦いが始まろうとしていた。

## キャスト
〈〉内はドラマ設定年齢。

### 主要人物
大道寺 保（だいどうじ たもつ）〈51〉
演 - 遠藤憲一
中堅専門商社「やまびこ商事」の部長。年収は手取りで650万円。パソコンに疎く、やまびこ商事のシステムを請け負う美蘭の会社では「ミスター・フリーズ」とあだ名されている。土日も返上してしまいがちなほど激務の日々を送っており、恋愛に無頓着なまま51歳を迎えた。作中では砂清水や紀一郎からワニ呼ばわりされるほどのワニ顔。強面であり、その容姿によって命拾いしたこともあった。
パソコンの操作が苦手で、保守作業に来ていた28歳年の離れた美蘭と相思相愛になり結婚を申し込む。素朴だが生真面目で几帳面な性格。思いやりに厚く部下や得意先に好かれているが、上からの冷酷な命令には反発してきたため出世出来ずにいた。仕事に対しては体を張って必死になる一方で花澤家ではどう振舞っていいのか分からず、常に挙動不審に陥っている。美蘭とは年が離れすぎで父親と同い年のため、当然のごとく花澤一家には結婚を反対されるが、地道に家族を説得して行こうと奮闘を始める。ワインには弱く、悪酔いをして花澤家に不満をぶちまけてしまう。仕事の接待で偶然にも紀一郎も同席する中、得意先の部長のたってのリクエストで裸踊りを披露せざるを得なくなり、塞ぎ込んでしまう。達筆であり、得意先に心のこもった手紙を送るために好感を持たれている。美蘭のことを「みーちゃん」と呼ぶ。また紀一郎のことを初対面で「お父さん（当初は義父という意味ではなかった）」と呼ばれるのを拒否された時から「ダディ」「パパン」「おとっつあん」「きーぼう」と紀一郎の呼び方が二転三転することとなる。母の静香に対しては「お母さん」「奥さん」「静香さん」と曖昧である。
花澤 紀一郎（はなざわ きいちろう）〈51〉
演 - 渡部篤郎
美蘭の父で大手総合商社「帝洋物産」の最年少役員。年収は3000万円。成功したビジネスマンとして雑誌やテレビの取材にひっぱりだこで、勝ち組志向な人物。海外相手には「アントニオ花澤」と名乗っている。『LEON』を好んで読む。週3残業のないゆとりのある生活が会社の方針。保のような接待等で体を張った仕事方針を嫌い、頭脳戦で仕事を行う事を好み、仕事終わりにはジムに通っている。上司に対しては常に媚を売っており、現帝洋物産社長に気に入られて現在の常務のポジションにつけた。出世のためなら部下を大規模にリストラした事もあり、社内では「ヒラメ」「ハゲタカ」とも呼ばれている。中小企業や昔ながらの営業手法を小馬鹿にしている。美蘭が連れてきた同い年の保に父親らしく結婚を反対するが、それがきっかけで自身の家族が隠していた問題が次第に明らかになっていく。結婚を反対された保が誠意を込めて書いた手紙を最初は美蘭の書いたものと勘違いして涙を流すものの、保のものだと分かると、父娘の情報が筒抜けになっていることに憤慨し、却って余計に結婚に反対する事となる。仕事の接待で保が体を張って見せた裸踊りを根拠に家族に反対を煽る。ワインなどの洋酒を好んで呑む。上司に睨まれつつ部下に好かれ、土日返上で働き、ワインに弱く、素朴な保とは異なり、上司に媚びへつらい、週休3日残業のない労働、ワインが好きで勝ち組志向という、保とは対照的な存在である。
花澤 美蘭（はなざわ みらん）〈23→24〉
演 - 蓮佛美沙子
紀一郎の長女。大手IT企業オーシャンソリューションズに勤めるシステムエンジニアで理系女子。仕事で客先であるやまびこ商事のシステムを担当したことがきっかけで保と知り合い、素朴な人柄に惚れて相思相愛の恋愛関係になる。保の事を「たもっちゃん」と呼ぶ。結婚を決めるまで家族には保の事を26歳の彼氏と話し、保には両親は75歳とごまかしていた。父親に対しては強気で接して喧嘩になる事もしばしばではあるものの、親子らしく意気投合する事もある。一度ハマった事にはとことん突き詰める性格で母親の静香からは猪みたいな性格だと言われている。結婚に反対された際には、強引に籍を入れようと強行手段に出ようとするが、保に説得されいったん落ち着く。結婚相手に幸せにしてもらうという考えは古く、結婚は二人で幸せになるものだと志向で保と家族を説得していこうと奮闘していく。
花澤 静香（はなざわ しずか）〈46〉
演 - 和久井映見
美蘭の母で紀一郎の妻。良識人で献身的に家族を支えてきた専業主婦。当初は保との結婚は他の家族と同様に反対していたが、保の人柄を次第に理解するようになり、美蘭との仲を応援するようになる。紀一郎との関係は「最近、会話が少なくなってきた」とボヤいており、実は密かに離婚届を準備している。隠し部屋を持っており超特急のグッズを大量に保持している。人の名前を呼び間違えることが多く、保のことは「大文字」「大掃除」「大惨事」「道明寺」「らいおんず」、砂清水を「砂嵐」｢スナネズミ｣など適当である。
花澤 葉理男（はなざわ はりお）〈24〉
演 - 中村倫也
美蘭の兄。父親のコネで有名企業に入社。一人前にもなっていないのに「自分のやりたい仕事がしたい」などと愚痴を保にこぼすが、酔った勢いの保に一喝される。「恋愛はコスパが悪い」と言っている。後に女装趣味があることが発覚（大学時代に冗談で女装をしたところ、ハマってしまったらしい）。家族に言いだせずに悩んでいたところ、偶然保に目撃された。「ありのままの自分をさらけ出せ」と説得され、家族の前でカミングアウトする。この出来事がきっかけで自分に自信が付き、保への理解が深まることになる。
花澤 真理乃（はなざわ まりの）〈21〉
演 - 新川優愛
美蘭の妹。大学生兼モデル。父親と同じような勝ち組志向。軽薄な面がある。恋愛はメリットを考えて付き合う。姉や祖父が起こす色恋沙汰のトラブルを楽しんで見物しているが、実は姉に対して常にコンプレックスを抱き、ライバル視してきた。姉への対抗心ゆえの勇み足の就職活動ではトラブルに巻き込まれそうになるが、保と紀一郎の一時休戦・共同戦線により、間一髪で窮地を救われ、保への理解を示すようになる。ただし、相変わらずトラブルを楽しんでいるようである。

### 花澤家
花澤 昭栄（はなざわ しょうえい）〈79〉
演 - 品川徹
美蘭の祖父。紀一郎の父。不良老人で、入居していた老人ホームで夫婦で入居した老女に手を出したために追い出される（静香曰く「（手を出したのは）3人目」）。戦時中の出来事を実体験のように話すが、それは他者からの受け売りで「戦争に行った人に聞いたの」とごまかしている。美蘭が保を連れてくるその日に花澤家に戻って来た（葉理男の部屋に住むことを勝手に決めてしまう）。保を当初から気に入り、部屋のリフォームの仲介責任者に任命し、週一で花澤家を訪問するように命じ、本来は筋違いな仕事に戸惑う保も、期せずして頻繁に花澤家に出入り出来るきっかけとなる。和・洋菓子が大好物で、しばしば保に命じて買って来させる（買わせたものはベッドの下に隠している）。紀一郎が子供の頃に商売に失敗して貧乏になったことから、紀一郎とは確執がある。何事にも不思議と理解があり、保が酔った勢いで不満を漏らした際には「よく本音を言ってくれた!」と絶賛し、葉理男の女装僻が発覚した際は「可愛い」と褒めた。
保の姉・留美子に一目ぼれし、同情を引くために意図的に紀一郎を煽って激怒させるなど、色恋沙汰になると他者にまで迷惑をかけてしまう。

### 帝洋物産
砂清水 誠（すなしみず まこと）〈28〉
演 - 山崎育三郎
エリート社員。イケメン、高収入、28歳と、女性が結婚に望む条件をすべて兼ね備えた男。ただしまるで空気が読めず、常にハイテンションでオーバーアクション。何事も都合よく一人合点してしまう。美蘭に結婚を申し込んで簡単に振られた経験があるが、未だに花澤家に何かと花束を送るなど、諦めずに粘っている。紀一郎に言わせれば「とにかく明るいストーカー」。美蘭からは「スナフキン」とあだ名される。保と美蘭が結婚するという話には「裏があるに決まってる」と言い張り、憤慨していた。結婚を反対する紀一郎には刺客として利用されているが常に空振りの状態で殆ど役に立っていない。チョコアレルギーである。千代に一目惚れされ、作中強引に唇を奪われる。そのことがきっかけかどうかは不明だが、ラストは結婚式を挙げている。
愛川 希和（あいかわ きわ）〈29〉
演 - 中村アン
紀一郎の秘書。紀一郎がセクハラまがいな行為を行うが、その都度上手にかわす。美蘭と同様、年上の彼氏と付き合っていた経験がある。
中森 愛（なかもり あい）〈22〉
演 - 中村ゆりか
紀一郎に密かに想いを寄せている。紀一郎の浮気疑惑が持ち上がったときには脅迫まがいのファックスを花澤家に送ったり、保から本性を聞き出すために赤ワイン入りのチューハイを仕込んだりと大胆な行動を取ることが多い。ある出来事から紀一郎への想いが冷め、枯れ専ではなくなった模様。
水嶋 拓也（みずしま たくや）〈28〉
演 - 栗山航
紀一郎の部下。同僚の柳本と共に紀一郎の様子を傍観する。
柳本 （やなぎもと）
演 - 寺井文孝
紀一郎の部下。同僚の水嶋と共に紀一郎の様子を傍観する。
郷原 福三（ごうはら ふくぞう）
演 - 大林丈史
副社長。
石原（いしはら）
演 - ヨシダ朝
専務。

### やまびこ商事
八千草 千代（やちぐさ ちよ）〈40〉
演 - 伊藤修子
独特な棒読み口調で話す。会社の中の華的な存在。保の良き恋愛指南役であり、作中唯一、美蘭と保が付き合っていることを独自で見抜く。自称「柔道と恋愛と同棲については黒帯」。「母性本能の塊」と豪語する。砂清水に一目ぼれしてしまい、強引にモーションをかける。
小松川 慎吾（こまつがわ しんご）〈28〉
演 - 加治将樹
保の直属の部下。保の事を尊敬しており、同様に体を張って仕事を行う。「料理好きな彼女がいる」とのこと。
黒岩専務（くろいわせんむ）
演 - 石井愃一
専務。営業で美蘭が提案したソフトウェアーの商談に乗り気だったが、突如気変わりして話を蹴ったことで美蘭の怒りに火が付く。出入り業者を下に見ているらしく、千代曰く「狸親父」。保が反発している上司の一人で睨まれている人物。

### ゲスト
大道寺 留美子（だいどうじ るみこ）〈56〉
演 ‐ 秋野暢子
保の姉。気が強く、怒鳴ると強面の保でさえも萎縮して頭が上がらない。花澤家と初対面の時にはちょうど紀一郎の保への疎ましさが昂っていた時で、玄関の「勧誘・セールス 一切お断り！」のプレートに紀一郎が紙を貼り、「大道寺保 一切お断り！」と書き換えてあったのを見て腹が立ち、紀一郎と言い争いになり、留美子は紀一郎がその時着ていたカーディガンから「豹柄」とあだ名を付け、ののしる。結婚には「もっと綺麗な子はいないの？」と、九州にルーツを持つ旧家大道寺家の立場で反対する。キツイ性格で美蘭に対して毒舌で接する。昭栄に一目ぼれされそれがきっかけで花澤家とひと悶着起こし、しまいには「火消は家に戻る」という置手紙が、趣味のアロマキャンドルに着火したため保のマンションが半焼してしまう。当初は美蘭に悪辣な言葉を浴びせていたものの、美蘭の誠意に感服し、二人の仲を応援するようになる。
八神葉子（やがみ ようこ）〈51〉
演 - 片岡礼子
保がかつて同棲していた元彼女。保ら彼氏を二股にかけた結果、年収の良い大会社の社員の方に乗り換え、保の前から逃げるように姿を消すも、10年ぶりに保の前に現れる。子供を儲けているが、結婚相手からDVを受けていることから保を頼ってマンションに上がり込む。たまたま留守電を聞いた紀一郎から、葉子の息子が保の隠し子だと勘違いされ、それがきっかけで保と紀一郎は殴り合いの喧嘩にまで発展する羽目になる。色恋沙汰で問題を起こす葉子の影響で保はストレスからキレやすい性格になりがちなっていたが、美蘭と付き合い始めて性格がやさしくなったことが、葉子の口から美蘭に明かされる。
占い師の老婆
演 - 佐々木すみ江
保が受けた手相占いの老婆。結婚の悩みを占ってもらってもらったときに「血を観ることになるよ」と予言する。
鬼山
演 - 団時朗
大手玩具メーカーの社長。やまびこ商事のお得意先。作中、やまびこ商事が下請けしたばねパーツの不具合があり、保は休日を返上して謝罪に乗り込む。
戸倉（とくら）
演 - 浜田道彦
戸倉化成工場社長。やまびこ商事の取り引き先。
小島 美菜（こじま みな）
演 - 岩橋道子
保の定期健診を担当した医師。

## スタッフ
- 脚本 - 林宏司
- 演出 - 植田尚、星野和成
- 音楽 - 木村秀彬
- 主題歌 - 超特急「Yell」（SDR）
- オープニングテーマ - HY「極愛」（ユニバーサルJ）
- TD - 鈴木富夫
- 撮影 - 須藤康夫
- 照明 - 稲木健
- 録音 - 金子徹
- 技術プロデューサー - 藤井弘章
- 編集 - 富永孝
- CG - 奥田圭一
- 美術プロデューサー - 根古屋史彦
- 美術進行 - 水野愛子
- ヘアメイク - 加藤まり子
- スタイリスト - 田中トモコ（渡部担当）
- 編成 - 天野光晴（関西テレビ）、出樋昌稔（フジテレビ）
- 宣伝 - 安田宜義、長谷川由紀（関西テレビ）
- 広告 - 宮内覚（関西テレビ）
- プロデューサー - 安藤和久、萩原崇（関西テレビ）、遠田孝一、清水真由美（MMJ）
- 制作 - カンテレ、MMJ

## 放送日程
| 各話                                                          | 放送日  | サブタイトル                            | 演出     | 視聴率 |
| ------------------------------------------------------------- | ------- | --------------------------------------- | -------- | ------ |
| 第1話                                                         | 1月19日 | お義父さん､娘さんをもらっていいですか？ | 星野和成 | 9.6%   |
| 第2話                                                         | 1月26日 | お義父さん､そんな家族でいいんですか？   | 星野和成 | 6.2%   |
| 第3話                                                         | 2月02日 | お義父さん､あなたの挑戦受けて立ちます!  | 植田尚   | 5.5%   |
| 第4話                                                         | 2月09日 | お義父さん､大人の魅力ってなんですか？   | 植田尚   | 6.5%   |
| 第5話                                                         | 2月16日 | お義父さん､自分に正直に生きてますか？   | 星野和成 | 4.7%   |
| 第6話                                                         | 2月23日 | お義父さん､家族って厄介なものですか？   | 小野浩司 | 6.7%   |
| 第7話                                                         | 3月01日 | お義父さん､家族のことを信じられますか？ | 星野和成 | 8.3%   |
| 第8話                                                         | 3月08日 | お義父さん､女の寂しさに気づいてますか？ | 植田尚   | 6.3%   |
| 最終話                                                        | 3月15日 | お義父さん､家族のことを愛してますか？   | 星野和成 | 7.9%   |
| 平均視聴率 6.9%（視聴率はビデオリサーチ調べ、関東地区・世帯） |         |                                         |          |        |

## 関連番組
- 『お義父さんと呼ばせて』はどうなる!?『超特急』が緊急大調査! （2016年2月27日、3月5日、関西テレビ）[10]
  - 主題歌を担当した超特急が担当した本作のPR番組。